# Juvenal
Juvenal Amarijo Amanso, detto Juvenal (Santa Vitória do Palmar, 27 novembre 1923 – Camaçari, 30 ottobre 2009), è stato un calciatore brasiliano, di ruolo difensore.
Al termine della carriera calcistica si ritrovò in povertà nella casa di suoi parenti a Jauá, tanto che alla fine del 2007 si rese necessario l'intervento della prefettura di Camaçari per fornirgli un alloggio. Fu l'ultimo titolare della formazione che scese in campo nel Maracanazo a morire; perì in ospedale dopo quindici giorni di ricovero. Soffriva da tempo di artrosi al ginocchio destro, ma la causa del decesso non fu divulgata.

## Caratteristiche tecniche
Giocava come centrale.

## Carriera

### Club
Cresciuto nel Vitoriense e nel Farroupilha, debuttò nel calcio professionistico con il Grêmio Esportivo Brasil di Pelotas; dopo un periodo con il Cruzeiro-RS, fu notato dal Flamengo: si guadagnò l'esordio in una delle squadre più importanti del Brasile, e la convocazione in Nazionale. Nel Palmeiras visse un discreto periodo, vincendo svariati titoli con più di cento presenze. Si ritirò nel 1960 dopo aver passato gli ultimi anni di carriera nello Stato di Bahia.

### Nazionale
Giocò ventidue partite con il Brasile, venendo convocato per il mondiale di Brasile 1950; sei gare da titolare in tale competizione. Fu indicato, in seguito alla sconfitta in finale contro l'Uruguay, come uno dei principali responsabili della disfatta, insieme a Barbosa e Bigode.

## Palmarès

### Club

#### Competizioni nazionali
- Campionato paulista: 1

Palmeiras: 1950
- Campionato Baiano: 2

Bahia: 1954, 1956

#### Competizioni internazionali
- Copa Rio: 1

Palmeiras: 1951

### Nazionale
- Coppa Oswaldo Cruz: 1

1950
- Copa Roca: 1

1950